# Carl von Garaguly
Carl von Garaguly, född 28 december 1900 i Budapest, död 4 oktober 1984 Stockholm, också känd som Carl Garaguly, var en ungersk-svensk violinist och dirigent.
Garaguly tillbringade mycket av sitt arbetsliv i Sverige och Norge.

## Biografi
Garaguly turnerade redan som barn och blev 1917 anställd hos Berlinfilkarmonikerna.
Han arbetade många år i Göteborg (1923–30) och i Stockholm från 1941 som dirigent efter att ha varit konsertmästare där. 
Han hade studerat violinspel för Henri Marteau (1874–1934) och var medlem av Marteau Society. Han var förste dirigent för Konsertföreningens orkester i Stockholm (idag Kungliga Filharmoniska Orkestern) från 1942 till 1953, och var ledare för Harmonien (Bergens filharmoniska orkester) 1952.
Under en följd av år var han primarie i Garagulykvartetten  i Stockholm

## Priser och utmärkelser
- 1952 – Ledamot nr 664 av Kungliga Musikaliska Akademien
- 1981 – Medaljen för tonkonstens främjande